# Epilohmannia dimorpha
Epilohmannia dimorpha är en kvalsterart som beskrevs av Wallwork 1962. Epilohmannia dimorpha ingår i släktet Epilohmannia och familjen Epilohmanniidae. Inga underarter finns listade i Catalogue of Life.